# Рудольф Мітіг
Рудольф Мітіг (нім. Rudolf Miethig; 17 жовтня 1921, Цвікау, Чехословаччина — 10 червня 1943, Кримськ, РРФСР) — німецький льотчик-ас винищувальної авіації, гауптман люфтваффе. Кавалер Лицарського хреста Залізного хреста.

## Біографія
Після закінчення авіаційного училища зарахований в 52-у винищувальну ескадру. Учасник Німецько-радянської війни. З 1942 року — командир 3-ї ескадрильї своєї ескадри. Загинув у бою.
Всього за час бойових дій збив 101 радянський літак.

## Нагороди
- Нагрудний знак пілота
- Залізний хрест 2-го і 1-го класу
- Почесний Кубок Люфтваффе (19 жовтня 1942)
- Лицарський хрест Залізного хреста (29 жовтня 1942)
- Авіаційна планка винищувача
- Німецький хрест в золоті (19 січня 1944, посмертно)